# Кара (река)
Ка́ра — река в России, протекает по границе Ненецкого и Ямало-Ненецкого автономных округов и Республики Коми.
Длина — 257 км, площадь водосборного бассейна — 13,4 тыс. км². Река образуется на северо-западных склонах Полярного Урала при слиянии рек Большая Кара и Малая Кара. Течёт преимущественно в северо-западном направлении вдоль хребта Пай-Хой, являясь границей между Ненецким и Ямало-Ненецким автономными округами. Протекает через несколько каньонов, образуя пороги и водопады. Самый крупный — водопад Буредан, расположенный на 9 км ниже слияния с рекой Нерусовейяхи.
Кара впадает в залив Карская губа (эстуарий рек Кара, Сопчаю и Тобью) Байдарацкой губы Карского моря. На правом берегу Карской губы расположен посёлок Усть-Кара Заполярного района Ненецкого автономного округа. К западу от реки находится Карский метеоритный кратер диаметром 65 км.

На всём протяжении, за исключением устья, где расположен посёлок Усть-Кара, река проходит по безлюдной местности. На её берегах только изредка можно встретить чумы — временные стоянки оленеводов. Кара — река горная, с капризным характером. Уровень воды в ней и ширина непостоянны. В сухое время ширина на плёсах в среднем течении — 50—70 метров, в нижнем — до 100 метров. Глубина на перекатах — до 1—1,5 метра. После дождей уровень воды поднимается, она становится мутной, ширина реки увеличивается на равнинных открытых участках в полтора—два раза. — Альманах «Рыболов-спортсмен» № 41
Питание реки снеговое и дождевое.
Ледостав с октября по июнь. В нижнем течении возможно судоходство; выше река используется в целях водного туризма.
В 1736 году недалеко от устья Кары зимовал западный отряд Великой Северной экспедиции с участием Степана Малыгина и Алексея Скуратова, после чего Карское море получило своё название. В 1902 году в устье реки проводились работы первой «Гидрографической экспедиции Северного Ледовитого океана» под руководством Александра Варнека на пароходе «Пахтусов» (одним из его сотрудников был поручик по адмиралтейству Георгий Седов).

## Притоки
- 8 км: река Сибирчата-Яха[8]
- 10 км: водоток прот. без названия
- 34 км: река без названия
- 48 км: река Бол. Сер-Ю[14]
- 54 км: река Мал. Сер-Ю[14]
- 75 км: река Силова-Яха(Силовая)[14]
- 85 км: река без названия[7]
- 99 км: река Брусь-Яха[7]
- 113 км: река Дарка-Шор[7]
- 116 км: река Выя-Шор[7]
- 124 км: река Нерусовей-Яха[7]
- 144 км: река Юнко-Шор[15]
- 150 км: река Нярма-яха[15]
- 168 км: река Черья-Ты-Вис[15]
- 173 км: река Утка-Ты-Вис[15]
- 180 км: река Лядгей-Яха[15]
- 181 км: река Сезым-Юнко-Шор[15]
- 189 км: река без названия[16]
- 195 км: река Хальмер-Шор, 1[16]
- 196 км: река Хальмер-Шор, 2[16]
- 201 км: река Изья-Шор[16]
- 209 км: река Хальмер-Шор[16]
- 211 км: река без названия[16]
- 231 км: река Бур-Шор[16]
- 237 км: река Гнеть-Ю[6]
- 239 км: река Нылкид-Шор[6]
- 243 км: река Полос-Шор[6]
- 247 км: река Кома-Шор[6]
- 257 км: река Бол. Кара[6]
- 257 км: река Мал. Кара[6]

## Галерея
- Чумы на берегу Кары
- Слияние Кары и Силоваяхи (катамараны на берегу Силоваяхи)
- Северные олени на берегу Кары
- Карская губа перед посёлком Усть-Кара

## Данные водного реестра
По данным государственного водного реестра России относится к Нижнеобскому бассейновому округу. Речной бассейн — бассейн Карского моря междуречья Печоры и Оби, водохозяйственный участок — реки бассейна Карского моря от западной границы бассейна реки Большая Ою до мыса Скуратова.
Код объекта в государственном водном реестре — 15010000112103000090127.